# Vesce argentée
Espèce
Classification phylogénétique
La Vesce argentée, (Vicia argentea) est une espèce de plantes à fleurs de la famille des Fabacées, de la sous-famille des Faboïdées et du genre Vicia .
C'est une plante herbacée, vivace, grimpante endémique des Pyrénées.
Synonyme : Vicia canescens subsp. argentea (Lapeyr.) O.Bolòs & Vigo

## Description
C'est une plante vivace de 20 à 40 cm avec des fleurs blanchâtres et striées de violet.

## Habitat et répartition
C'est une plante sauvage habitant les rochers et les hauts pâturages des Pyrénées centrales, françaises et espagnoles, on les trouve notamment dans la commune de Gavarnie-Gèdre .